# Lamia (группа)
Lamia  — алма-атинская женская хард-н-хэви, существовавшая в Казахстане в с 1989 по 1995 год. Использовала образ девушек-вампирш. Первая полностью женская рок-группа Казахстана.
Группа образована в 1989 году. Лидер группы Lamia — гитаристка Наталья Терехова.

## Название
Ламия — из древнегреческой мифологии образ женщины-вампира, мистическое существо.

## История
В 1988 году гитаристка Наталья Терехова познакомилась с опытным музыкантом, бас-гитаристом и лидером своей группы «Единственный выход», Алексеем Островным (1961—2021 гг.). И предложила ему участие в качестве продюсера и композитора в своей полностью женской группе.
В 1988 году был собран коллектив в составе: Наталья Троянова (1971—2002 гг.) — барабаны, скрипка; Ольга Пилюгина — бас-гитара (которая приехала на первую репетицию на восьмом месяце беременности и играла на бас-гитаре, поставив её на колонку рядом); Елена Тальянова — вокал; Наталья Терехова — гитара.
В 1989 году Алексей Островной предложил название для группы: Lamia. Так как идея была играть хард-н-хэви рок и название должно отражать как и стиль музыки, так и что группа женская. С этого момента группа начала отсчет творческого пути. То есть не с момента идеи и поиска участниц, а с момента появления названия.
Через некоторое время Наталья Троянова уезжает в Москву. И её заменяет барабанщица Ирина Горбаткова. На вторую гитару приходит Ирина Горецкая. В таком составе в 1992 году, благодаря спонсорской поддержке студии «Ирис», записываются первые песни на тонстудии Казахфильм, звукорежиссёр Алим Каримович Байгарин.
В 1992 году группа Lamia принимает участие с песней «Время летучих мышей» в Телешоу «РИК». Фееричное появление девушек в металл-атрибутике вызвало бурю противоположных мнений. Была и поддержка девчонок, и ответ на вечный вопрос «Как стать любимой?» и непростой путь собрать единомышленниц.
В 1993 году группа Lamia принимает участие в телепрограмме «Музыкальное казино», где появляется вокалистка Наталья Диденко, а на барабанах И. Горбаткову заменяет Марина Михайлова.
В 1993 году группа записывает ещё несколько песен в более сложном стиле: хэви-метал и хард-рок с элементами неоклассик-рок на тонстудии «Казахфильм»., но, в период записи, на студии происходит небольшое возгорание микшерного пульта и студию на время закрывают. Запись замораживается. Имеющийся материал был просто сброшен на аудиокассету как есть, без сведения и вокала (который был ещё не весь прописан на тот момент).
Группа Lamia выступает в нескольких сборных мероприятиях и ТВ программах (видеоматериал не сохранился или съемка не производилась, в том числе шуточное «Телевизионное знакомство» с Урмас Отт, когда хард-рок и его исполнители в Казахстане находились под воздействием советской действительности. А особенно после неоднократных попыток запретить группе Lamia использовать вампирскую атрибутику, обвинений в пропаганде секса и насилия, а также после множества случаев неправильного указания названия группы. Практически, как и настоящие вампиры, Lamia сталкивалась с недопониманием своего творчества.
Девушек даже выгнали с репетиционной базы, где они занимались творчеством на своем личном оборудовании, соблюдая антиникотиновый и антиалкогольный закон.
Тем не менее группа продолжала писать песни и репетировать вплоть до лета 1995 года. И сохранять свой стиль и имидж.
В 1994 году на домашнюю портостудию прописываются несколько набросков песен и заключается соглашение о поддержке выпуска альбома с коммерческой фирмой.
В 1995 году группа участвует в программе «Всё, кроме политики» на канале Тотем (Казахстан). В составе: Алексей Островной, Наталья Терехова, Ольга Пилюгина, Татьяна Бороздина (новая вокалистка группы) и ведущий Станислав Малоземов. Девушки не называют своих фамилий, утверждая, что у них одна общая фамилия Ламия.
В 1995 году большое интервью с группой проводит журналист Валерий Коренчук, где упоминаются слова известного Казахстанского музыковеда Юрия Петровича Аравина: Lamia весьма серьёзная и своеобразная музыкальная группа. Уделяющая большое значение сложным аранжировкам собственных песен и качеству исполнения.
В августе 1995 г. гитаристка Наталья Терехова перебирается в Москву.
Позже Алексей Островной забирает оригинальные ленты со студии «Казахфильм» и отправляет в Москву, где весь сохранившийся материал был оцифрован в 2020-х годах и выложен на все цифровые площадки.
В 2007 году вышла рок-энциклопедия, куда попала и группа Lamia из г. Алма-Ата.
Многие зарубежные исследователи творчества музыкантов СССР заинтересовались историей группы Lamia и предложили ознакомить зарубежных читателей. Так издатель из Англии, Richard Hume, в декабре 2018 года опубликовал статью о группе Lamia и гитаристке Наталье Тереховой в журнале «Maggie’s Blue Suede News» (ведущего рок-н-рольного журнала Великобритании).
В 2019 году Richard Hume разместил заметку о группе Lamia в книге «Rock’n’Roll’Russia!».
В 2024 году вышла книга «91-23. О популярной музыке независимого Казахстана» / «Тәуелсіз Қазақстанның танымал музыкасы туралы 91-23». Издано Фондом имени Батырхана Шукенова при поддержке инвестиционного холдинга EA Group и группы компаний «Меломан». (EA Group инвестициялық холдингі мен «Меломан» компаниялар тобының қолдауымен Батырхан Шөкенов атындағы қор басып шығарды). О группе «Lamia» публикация на страницах 56-58. 

## Состав
Алексей Островной (11.05.1961 — 13.09.2021 гг.) — продюсер, композитор, аранжировщик, имиджмейкер группы Lamia.
Первый состав:
- Наталья Терехова — лидер-гитара
- Ольга Пилюгина — бас-гитара
- Елена Тальянова — вокал
- Наталья Троянова (годы жизни 1971—2002 гг.) — барабаны, скрипка

Второй состав:
- Наталья Терехова — гитара
- Ирина Горецкая — гитара
- Ольга Пилюгина — бас-гитара
- Елена Тальянова — вокал
- Ирина Горбаткова — барабаны

Третий состав:
- Наталья Терехова — гитара
- Ирина Горецкая — гитара
- Ольга Пилюгина — бас-гитара
- Марина Михайлова — барабаны
- Наталья Диденко и Татьяна Бороздина — вокал

## Магнитоальбом
- 1993 — «Время вампирами стать», запись на студии Казахфильм, 1993 год:

1. Время летучих мышей (музыка и слова А. Островной), запись 1992 г.;
2. Дорога в Ад (музыка А. Островной), запись 1992 г.;
3. I’ll Keep on Rock’n’roll (музыка и слова А. Островной), запись 1992 г.;
4. Обратный Взгляд (музыка Н. Терехова, слова Н. Терехова и Евгений Нарбутовских), запись 1993 г.;
5. The Iron Lady (музыка Н. Терехова), запись 1993 г.;
6. Halloween (музыка Н. Терехова, аранжировка А. Островной), запись 1993 г.;
7. Priest (музыка А. Островной), запись 1993 г.;
8. Vinnie Zakk (музыка Н. Терехова), запись 1993 г.

## Участие в видеосъёмках программ
- Lamia: Time of the bats (группа Ламия), «Время летучих мышей». Монтаж из роликов — «Телешоу РИК» (1992 г.) и «Музыкальное казино» (1993 г.)[18];
- Lamia — Vremia Letutchih Mishey на иностранном аккаунте[19];
- Алма-Атинская женская хард-н-хэви группа Ламия в программе «Музыкальное казино», 1993 год.[20];
- Алма-Атинская женская хард-н-хэви группа «Ламия» (1989—1995) в программе «Все, кроме политики», 1995 г.[21] на канале Тотем. В составе: Алексей Островной, Наталья Терехова, Ольга Пилюгина, Татьяна Бороздина, ведущий Станислав Малоземов
- Видеоролик, созданный на основе фото и музыки группы Lamia Priest (Instrumental)[22].